# Regina
Pour les articles homonymes, voir Regina (homonymie).
Regina ou Régina (prononciation : /ʁe.ʒi.na/, en anglais : /rɪˈdʒaɪnə/) est une ville du Canada de 226 000 habitants, capitale de la province de la Saskatchewan. La ville se situe dans le Sud de la province à 577 m d'altitude en bordure de la rivière Wascana, elle connaît un climat continental. Fondée en 1882, lors de la construction du chemin de fer transcontinental du Canadien Pacifique, elle est un important nœud ferroviaire et routier desservi par la route transcanadienne 1. C'est, outre un centre administratif, un centre commercial, financier et industriel, siège d'universités.

## Géographie

### Situation
Régina est bâtie sur une plaine, à des altitudes comprises entre 570 et 600 m. Elle occupe une position centrale au sud de la province de la Saskatchewan, dans les Prairies canadiennes. Son territoire municipal s'étend sur 182,42 km2,.
À vol d'oiseau, Régina se situe, pour les métropoles régionales, à 240 km au sud-est de Saskatoon, à 530 km à l'ouest de Winnipeg (Manitoba) et à 680 km à l'est de Calgary (Alberta). Par ailleurs, la ville est distante de 1 340 km à l'est de Vancouver et de 2 350 km à l'ouest de Montréal.
La municipalité de Régina comprend entièrement l'agglomération. Elle est enclavée dans la municipalité rurale de Sherwood n°159 qui enclave aussi la municipalité de Grand Coulee. Les municipalités rurales circonvoisines enclavent elles-mêmes des municipalités au statut de ville. Ce sont au nord : Lumsden n°189 qui enclave les municipalités de Lumsden (ville) et Regina Beach ; à l'ouest Pense n°160 qui enclave Pense (ville) ; au sud-ouest Redburn n°130 ; au sud Bratt's Lake n°129 ; au sud-est Lajord n°128 ; à l'est Edenwold n°158 qui enclave Pilot Butte, White City et Balgonie. Ces municipalités rurales enclavent de plus des municipalités incorporées avec le statut de village,.
Régina suit l'Heure Normale du Centre (HNC) soit UTC-6h, comme le reste de la Saskatchewan. De même, elle ne connaît pas de passage à l'heure d'été contrairement aux provinces voisines. En hiver, elle se trouve ainsi à la même heure que le Manitoba alors qu'en été elle est à la même heure que l'Alberta.

### Géologie
Géologiquement, la ville se situe dans la bassin sédimentaire de l'Ouest canadien. Elle est bâtie sur des terrains appartenant à la formation de Bearpaw. Cette formation date de la fin du Crétacé : du Campanien et du Maastrichtien (entre 83 et 66 Ma). Ce sont des roches sédimentaires détritiques marines fines, argileuses ou gréseuses souvent avec des fossiles de foraminifères ou de mollusques. Ces couches crétacées sont recouvertes de sédiments quaternaires glaciaires,.
Les sols de la région se classent comme des sols châtains des steppes (barozems) et des sols noirs des steppes (tchernozerms) dans la classification de Duchauffour de 1977. Ces deux types de sols appartiennent à la série des sols boréaux de transition qui se développent en climat froid, les tchernozems se formant dans des conditions plus humides que les barozems. Dans la classification canadienne, le type de sol dominant est classé comme chernozem brun foncé régosolitique, abrégé en CHBF.RQ. Ce type de sol est caractérisé par un horizon de surface Ah enrichi en matière organique, l'absence d'horizon B intermédiaire et par un horizon profond C avec des accumulations possible de carbonates de calcium ou de magnésium voire d'autres sels. Toutefois, à Régina même, le sol est classé comme vertisol,,,,,.

### Hydrographie
Régina borde les rives du lac artificiel et de la rivière Wascana en amont de sa confluence avec la rivière Qu'Appelle. Le niveau de la rivière s'élève entre 1,5 et 3 m voire jusqu'à 6,5 m lors des crues exceptionnelles. Les crues surviennent au printemps à la fonte des neiges ou au début de l'été. Le débit est presque nul en hiver lorsque la rivière est gelée. À l'inverse, il atteint son maximum lors de la débâcle au printemps, ainsi le débit médian ordinaire est de l'ordre de 0,5 m3/s, il monte entre 2,5 et 4 m3/s en avril. Toutefois lors de crues exceptionnelles, le débit peut atteindre 150 m3/s (90 m3/s lors de la crue d'avril 2011). Le débit des crues de début d'été peut atteindre 70 m3/s (juin 2011),.

### Climat
| Diagramme ombrothermique de Regina (1981-2010) |
|                                                |

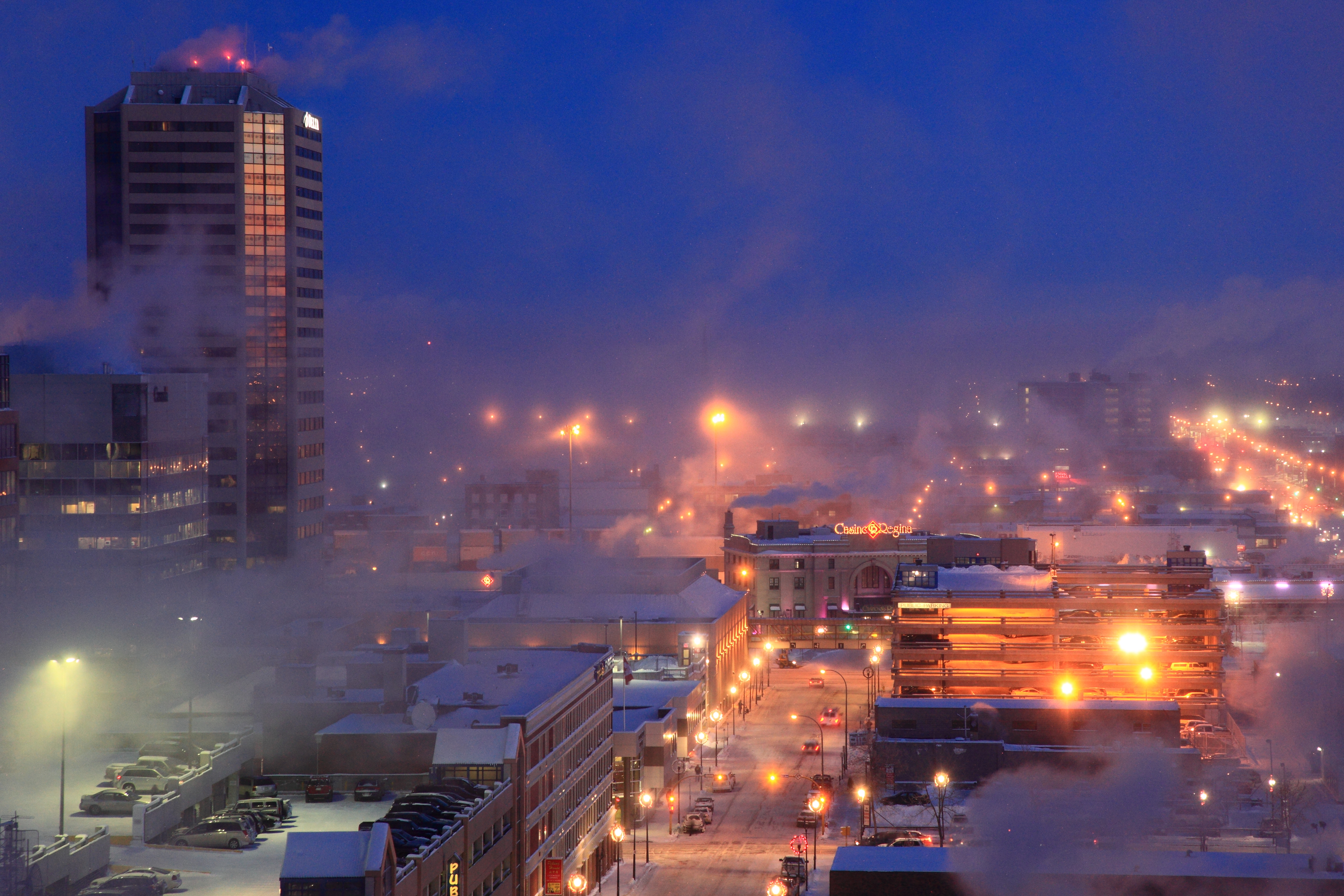
La basse-ville de Régina en hiver, vue centrée sur la rue Rose et l'ancienne gare (2010).

Le climat de Régina est classé comme continental humide à étés tempérés : Dfb dans la classification de Köppen. Les hivers sont froids avec des moyennes mensuelles comprises entre -10°C et -15°C de décembre à février. Les étés sont à l'inverse doux avec des températures moyennes mensuelles qui oscillent entre 15°C et 20°C de juin à août. Toutefois la ville peut connaître des épisodes de très grands froids avec des températures descendant jusqu'à -50°C en hiver et des épisodes de canicule dépassant les 40°C en été. Les précipitations annuelles sont modestes avec moins de 400 mm par an dont 1 m cumulé de neige. En hiver, de novembre à mars, les précipitations faibles oscillent entre 10 et 20 mm, essentiellement sous forme de neige. Les précipitations augmentent en été pour atteindre 70 mm au maximum en juin. L'amplitude thermique journalière avoisine la dizaine de degré en hiver entre novembre et mars. Avec l'été, elle augmente pour atteindre une quinzaine de degré entre mai et septembre. On parle aussi de climat continental sub-humide pour désigner le climat local.
Ce climat, en particulier la modestie des précipitations détermine la végétation originelle de la région dominée par les steppes ou prairies, à graminées, aujourd'hui remplacées par les grandes cultures,.
| Mois                                  | jan.      | fév.       | mars       | avril      | mai        | juin      | jui.      | août      | sep.       | oct.       | nov.       | déc.       | année         |
| ------------------------------------- | --------- | ---------- | ---------- | ---------- | ---------- | --------- | --------- | --------- | ---------- | ---------- | ---------- | ---------- | ------------- |
| Température minimale moyenne (°C)     | −20,1     | −17        | −9,9       | −2         | 4,1        | 9,5       | 11,9      | 10,7      | 4,6        | −2,4       | −10,5      | −17,7      | −3,2          |
| Température moyenne (°C)              | −14,7     | −11,7      | −4,8       | 4,8        | 11,3       | 16,2      | 18,9      | 18,1      | 11,8       | 4,3        | −5,2       | −12,4      | 3,1           |
| Température maximale moyenne (°C)     | −9,3      | −6,4       | 0,4        | 11,6       | 18,5       | 22,8      | 25,8      | 25,5      | 19,1       | 11         | 0,1        | −7,1       | 9,3           |
| Record de froid (°C) date du record   | −50 1885  | −47,8 1936 | −40,6 1948 | −28,9 1899 | −13,3 1967 | −5,6 1969 | −2,2 1934 | −5 1886   | −16,1 1934 | −26,1 1887 | −37,2 1911 | −48,3 1884 | −50 1/1/1885  |
| Record de chaleur (°C) date du record | 10,4 2002 | 15,6 1932  | 24,4 1910  | 32,8 1952  | 37,2 1900  | 40,6 1988 | 43,9 1937 | 41,3 2018 | 37,2 1940  | 32 1992    | 23,6 1999  | 15 1939    | 43,9 5/7/1937 |
| Ensoleillement (h)                    | 96,1      | 133,5      | 154,5      | 236,6      | 262,4      | 277,7     | 325,4     | 287,4     | 198,1      | 163,3      | 97,9       | 85,4       | 2 318,2       |
| Précipitations (mm)                   | 15,3      | 9,4        | 19,7       | 24,1       | 51,4       | 70,9      | 66,9      | 44,8      | 32,8       | 24,5       | 14,2       | 15,7       | 389,7         |
| dont neige (cm)                       | 19,4      | 11,4       | 18,8       | 6,9        | 3,6        | 0         | 0         | 0         | 0,7        | 6,9        | 13         | 19,5       | 100,2         |
| Nombre de jours avec précipitations   | 10,9      | 8,3        | 9,3        | 8,5        | 10,9       | 13,5      | 10,8      | 9,5       | 8,9        | 8,1        | 8,3        | 10,9       | 117,9         |
| Humidité relative (%)                 | 76,1      | 76,4       | 69,5       | 44,5       | 42,9       | 48,3      | 48,8      | 45,4      | 45,5       | 52,4       | 68,2       | 75,7       | 57,8          |
| Nombre de jours avec neige            | 11,7      | 8,8        | 8,5        | 3,3        | 0,96       | 0,04      | 0         | 0         | 0,52       | 2,7        | 8,2        | 11,7       | 56,2          |

## Histoire

### De la terre de chasse des Premières Nations à la terre des pionniers
En 1870, la Compagnie de la baie d'Hudson vend la Terre de Rupert, qui comprend la région de la future Régina, au Dominion du Canada. En 1872, la loi des terres fédérales (Dominion Land Act) encourage les pionniers à venir s'installer dans les territoires du Nord-Ouest où ils peuvent préempter 65 hectares (160 acres) de terre pour seulement dix dollars. En 1874, les nations autochtones du sud de la future Saskatchewan signent le traité n°4 qui leur offre des compensations à cette vente de leurs terres faite à leur insu,.
À cette époque la future Régina est un site de chasse aux bisons pour les Premières Nations en particulier les Cris et les Saulteaux ainsi que les Métis. L'animal à la base de l'alimentation, de la culture matérielle et des échanges commerciaux des autochtones, victime d'une chasse excessive, disparaît. Les Amérindiens, en échange d'aide alimentaire du gouvernement fédéral, ne disposent plus en propre que du territoire des réserves. Certaines de celles-ci sont situées sur le territoire actuel de la municipalité de Régina ou à son voisinage,,.

### 1881-1905 La fondation d'une capitale

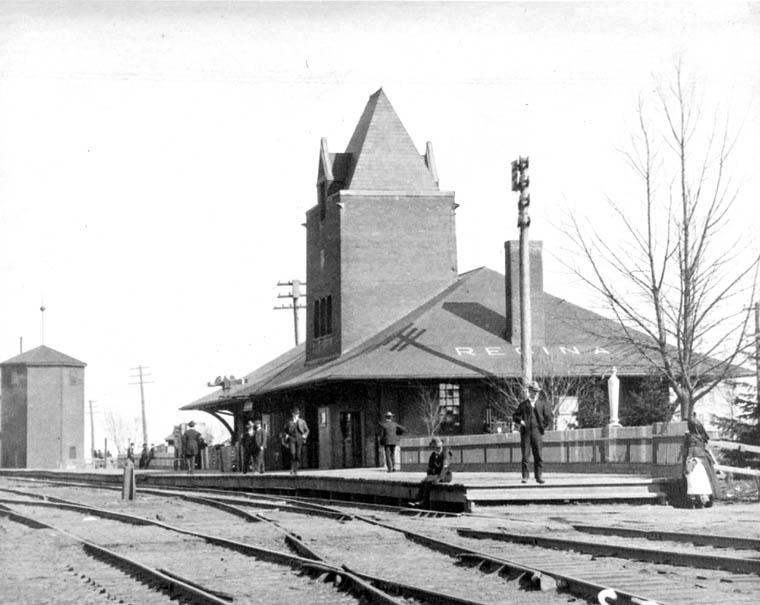
La première gare du chemin de fer du Canadien Pacifique (1928).

En 1881, le Canadien Pacifique décide de construire sa ligne de chemin de fer transcontinentale en délaissant Battleford, alors capitale du territoire du Nord-Ouest, au profit d'un tracé sud, plus proche de la frontière étasunienne. Le Canada pense ainsi mieux contrôler la frontière avec son puissant voisin et le choix de ce tracé paraît plus économique car nécessitant moins de travaux,.
Le 30 juin 1882, le Lieutenant-gouverneur Edgar Dewdney fixe le choix de la nouvelle capitale au Tas-d'Os (en anglais : Pile of Bones) sur la rivière Wascana. Le transfert officiel de la capitale du territoire de Battleford à Régina se fait l'année suivante, en 1883. La ville devient aussi le chef-lieu du district d'Assiniboia qui englobe tout le sud de la future province de Saskatchewan mais aussi une partie de l'actuelle Alberta,,.
En 1882, le choix de la nouvelle capitale des territoires du Nord-Ouest est controversé. Elle borde certes la nouvelle voie ferrée mais elle ne bénéficie que d'une alimentation en eau médiocre par la rivière Wascana et les arbres y sont rares contrairement à Fort-Qu'Appelle. De plus, le Lieutenant-gouverneur des territoires du Nord-Ouest, Edgar Dewdney, qui a choisi le site possède des intérêts fonciers au cœur de la nouvelle capitale. Finalement, la gare du Canadien Pacifique est construite 2 miles plus à l'est, limitant les gains des opérations de spéculations foncières du lieutenant-gouverneur.

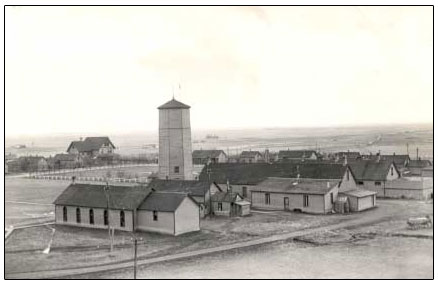
La caserne de la police montée du Nord-Ouest (vers 1890).

En 1882, le siège principal de la Police montée du Nord-Ouest (actuelle Gendarmerie royale du Canada) est déplacé de Fort-Walsh à Régina. Il y restera jusqu'en 1920, le site est aujourd'hui le centre de formation de la Gendarmerie royale du Canada pour tout le pays,,. La police montée et l'entreprise Bell mettent en place chacune de leur côté les premiers réseaux téléphoniques de la ville.
La ville est dotée d'institutions municipales. Le 1er décembre 1883, Regina est officiellement érigée en ville (town), son premier maire, David Scott, est élu, le 10 janvier 1884.
En 1885, la Rébellion du Nord-Ouest est défaite à Batoche par les forces gouvernementales, son chef, Louis Riel  se rend. Il est alors conduit à Régina pour y être jugé. À l'issue d'un procès controversé et très médiatisé au Canada et outre-Atlantique, Riel est déclaré coupable de trahison et condamné à la pendaison. Le jury est entièrement anglophone et protestant. Suivent deux recours en appel rejetés, auprès de la Cour du banc de la reine du Manitoba puis du comité judiciaire du Conseil privé. Aux nombreuses pétitions des Canadiens français pour la commutation de sa peine, s'opposent des contre-pétitions orangistes ontariennes. Riel est finalement pendu, le 16 novembre 1885, à Régina, après l'échec d'un plan d'évasion vers les États-Unis,,,.
Avec une population de plus de 3 000 habitants, Regina passe du statut de ville à celui de cité (city) le 19 juin 1903 avec Jacob W. Smith comme maire.

### 1905-1929 L'essor avant la crise

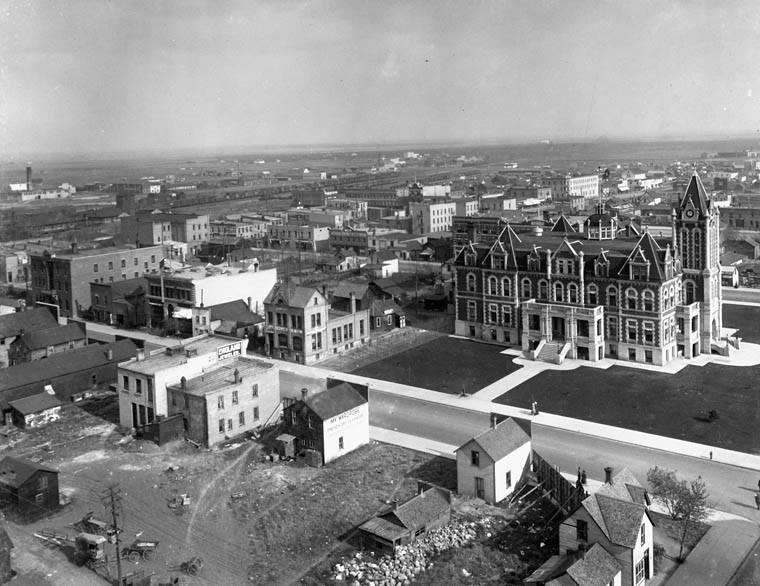
Le second hôtel de ville sur la rue Hamilton (1909).

Le 1er septembre 1905, la province de la Saskatchewan est créée (en même temps que celle d'Alberta) aux dépens des territoires du Nord-Ouest. Elle perd alors son statut de capitale du territoire, pour être officiellement décrétée capitale de la nouvelle province, le 23 mai 1906. En 1908, le second hôtel de ville est achevé sur le site actuel de l'édifice fédéral Alvin Hamilton (ex Regina Galleria) au centre de la ville pendant que les travaux de construction du parlement de la province commençaient sur la rive sud du lac Wascana.
En 1905, est fondée, à Régina, la Saskatchewan Telephone Compagny une société publique, propriété de la province par rachat d'une société privée locale issue de l'opérateur téléphonique Bell. Elle vise à développer le réseau téléphonique jusque dans les territoires ruraux de la province, négligés par les acteurs privés. Dans les années 1910, d'importants travaux d'urbanisme dotent la ville d'égouts, de l'eau courante, de rues pavées avec trottoirs et de l'électricité,.
Dès 1911, la ville dépasse 30 000 habitants. Par la suite, la croissance démographique, un moment ralentie par la crise économique de 1913 repart et la population passe de 34 400 à 53 200 habitants au cours des années 1920.

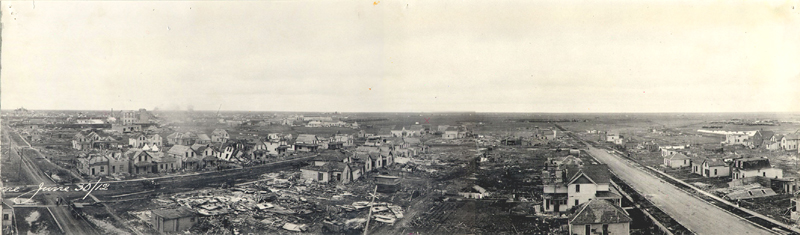
La basse-ville après la tornade (1912)

Le 30 juin 1912, une tornade dévaste la ville, tuant vingt-huit personnes, en blessant des centaines et détruisant plus de 400 bâtiments. On estime, alors, les dégâts à cinq millions de dollars ; les réparations durent plus de deux ans. Parmi les secouristes figurait Boris Karloff alors en tournée théâtrale, qui devint plus tard une star du film d'horreur.
En 1926, la Saskatchewan Wheat Pool, coopérative créée deux ans plus tôt par des fermiers de la province de la Saskatchewan installe son siège à Régina. Elle est spécialisée dans le stockage et le négoce du blé et permet aux céréaliers de réduire leurs coûts en s'affranchissant de la spéculation des négociants privés ,.
En 1928, General Motors ouvre une usine automobile employant 850 personnes avec une capacité de production de 30 000 véhicules par an.

### 1929-1939 La Grande Dépression

#### L'industrie en difficulté et les chantiers d'aide aux chômeurs
L'usine General Motors ferme, dès août 1930, victime de la chute des ventes qui suit le krack boursier de 1929. Une première tentative de redémarrage de l'usine à lieu en 1931, mais ne dure que quelques mois. Il faut attendre septembre 1937 pour que la production redémarre réellement mais avec un effectif réduit de 400 personnes. L'usine produit des voitures particulières ainsi que des camions.

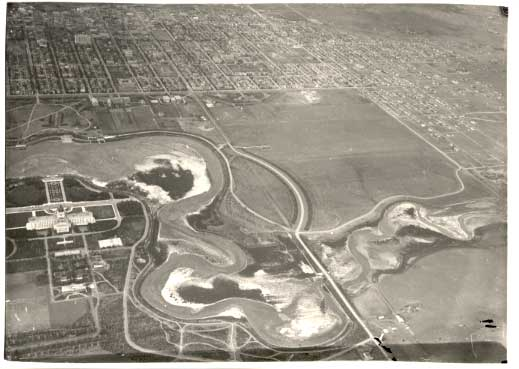
Le lac Wascana vidangé avant son curage (1931)

Au début des années 1930, le gouvernement fédéral met en place deux grands chantiers destinés à employer les chômeurs. Le premier consiste à élargir et approfondir le lac Wascana après vidange. La terre ainsi extraite sert à édifier deux îles sur le lac dont l'île Willow. Plus de 2000 personnes travaillent sur le chantier, disposant uniquement de pelles et de tombereaux tirés par des chevaux. Les ouvriers aménagent aussi le parc autour du lac et du parlement. Le deuxième chantier concerne la construction du pont Albert Street Memorial en aval du lac Wascana. Les travaux emploient 700 personnes. Le pont richement décoré mesure 256 m, il est inauguré en novembre 1930. Il est dédié aux morts de la Grande guerre et porte le nom du prince consort, mari de la reine Victoria,,.

#### 1933, le manifeste de Régina
En juillet 1933, se tient à Régina le deuxième congrès de la Fédération du Commonwealth Coopératif ou CCF, considéré comme le premier parti socialiste du Canada. Il fait suite au congrès de formation du parti, en juillet de l'année précédente, à Calgary. Il réunit des centaines des personnes, paysans, travailleurs, prêcheurs religieux, syndicalistes, socialistes et intellectuels dans le but de mettre au point le programme du parti. Le congrès aboutit au vote d'un texte qui sera connu comme le «Manifeste de Régina ». Ce texte affirme en préambule que le capitalisme produit injustice et inégalité. Il propose une économie planifiée avec développement de la propriété publique, et réclame une plus grande réglementation du travail avec la création d'un code du travail et la reconnaissance des droits syndicaux. Il promeut la création d'un état-providence avec aides financières publiques et assurances sociales : sur les récoltes pour les paysans ainsi qu'accident, vieillesse et chômage. Il envisage aussi l'assurance santé,,.
En 1944, le CCF de la Saskatchewan forme le premier gouvernement socialiste d'Amérique du Nord et fournit le premier exemple au Canada d'un système de soin de santé à subventions publiques. Le modèle des soins de santé du CCF (plus tard le Nouveau Parti démocratique, NPD) est ultérieurement adopté à travers tout le Canada.

#### 1935, l'émeute de Régina

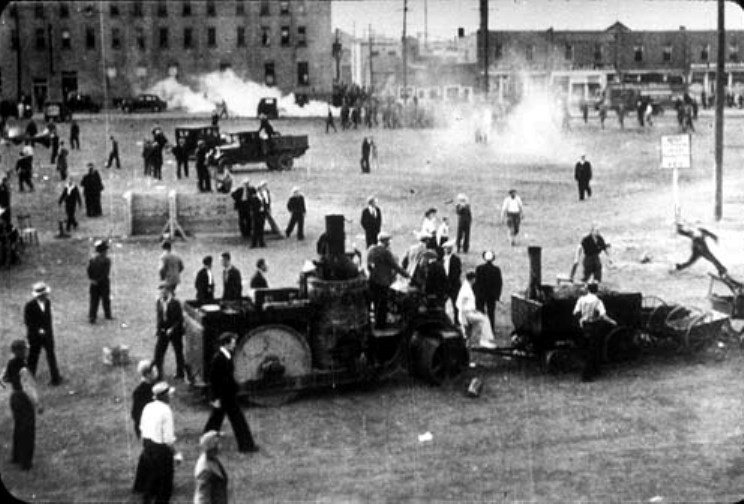
Les émeutes de Régina (1935)

Début juin 1930, de nombreux grévistes, des camps de travail fédéraux de Colombie-Britannique, des hommes célibataires, se réunissent à Vancouver. Le Syndicat des travailleurs des camps de secours, organisation d'inspiration communiste coordonne le mouvement. Finalement, un millier de protestaires réquisitione un train de marchandise à destination d'Ottawa pour exiger l'amélioration de leur condition auprès du gouvernement fédéral. Le premier ministre conservateur Bennett fait arrêter le convoi à Regina, où le nombre des participants atteint 2 000 hommes. Une réunion entre une délégation de grévistes et le premier ministre à Ottawa ne donne pas de résultats,,,.
Le 1er juillet 1935, la police montée avec l'aide de la police municipale intervient à Régina pour arrêter les meneurs du mouvement lors d'un rassemblement de plusieurs centaines de grévistes sur Marquet Square. L'intervention dégénère en émeute avec utilisation de gaz lacrimogènes et d'armes à feu par la police alors que les manifestants érigent des barricades et jettent des pierres. Le bilan de « l'émeute de Regina » lorsqu'elle prend fin le lendemain matin est de deux morts, des centaines de blessés et d'importants dommages matériels ainsi que 130 arrestations,,,,.

#### Le développement des coopératives
En 1935, la Consumers' Co-operative Reffinery, une coopérative, construit à Régina une raffinerie de pétrole. Les coopératives agricoles contrôlent déjà la distribution du carburant destinés à alimenter les tracteurs qui remplacent largement les chevaux dans les campagnes. Mais à partir de 1933, les mesures protectionnistes canadiennes empêchent les importations depuis les États-Unis tandis que côté canadien quelques grosses compagnies pétrolières ont racheté les indépendants et augmentés les tarifs. Une souscription lancée dans le sud de la Saskatchewan, auprès des fermiers, permet de récolter des fonds à peine suffisant pour construire l'usine et produire 80 000 l/jour (500 barils/jour). L'investissement est presque amorti dès la première année. La production est écoulée dans la province grâce au réseau de détaillants de la Co-operative Wholesale Society, une autre coopérative avec laquelle elle fusionne en 1944.
En 1937, une première banque coopérative est créée : la Regina Hebrew Savings and Credit Union Ltd. La même année naît la Co-operative Savings and Credit Union. Ces banques coopératives bénéficient d'une nouvelle législation provinciale favorable votée la même année,,.

### 1939-1973 La seconde guerre mondiale et les 30 glorieuses
| 1937-1939     | 1940-1941      | 1942-1944        | 1945-1946     | 1947-1948        | 1949-1951      | 1952-1953    | 1953-1956      | 1956-1958      | 1958-1970   | 1970-1973    |
| ------------- | -------------- | ---------------- | ------------- | ---------------- | -------------- | ------------ | -------------- | -------------- | ----------- | ------------ |
| Alban Ellison | James Grassick | Charles Williams | Thomas McNall | Hugh McGillivray | Garnet Menzies | Gordon Grant | Leslie Hammond | Thomas Cowburn | Henry Baker | Harry Walker |

Le début de la seconde guerre mondiale est marqué par un fort développement industriel. Dès 1939, la raffinerie Consumers' Co-operative Reffinery construit une nouvelle unité de raffinage du pétrole qui permet de tripler la production. En 1941, l'usine automobile General Motors est reprise par le gouvernement fédéral canadien qui la transforme en usine d'armement sous l'appellation Regina Industries Limited. Elle emploie jusqu'à 1 600 personnes en 1943 mais ferme ses portes définitivement après la seconde guerre mondiale,. En 1956 est fondée Prairie Pipe Manufacturing Company Ltd spécialisée dans la fabrication de tuyaux de petite section pour le marché des conduites soudées de Saskatchewan. Le projet bénéficie du soutien de la Saskatchewan Power Corporation, une société publique provinciale, qui s'engage à en faire son fournisseur unique en matière de conduite soudée de 1957 à 1960 puis pour la moitié de ses besoins pendant plusieurs années. En 1957, une petite aciérie est créée par une nouvelle société : l'Interprovincial Steel Corporation sur un site contigu de celui de Prairie Pipe. Cette dernière rachète, dès 1959, sa voisine en difficulté pour former Interprovincial Steel and Pipe Corporation (IPSCO). Le site connaît par la suite d'importants développement et l'entreprise acquiert d'autres sociétés canadiennes sidérurgiques. Durant l'après-guerre, naissent dans le sud de la Saskatchewan plusieurs fabricants de matériel agricole qui se relocalisent finalement dans la capitale provinciale. En 1963, Degelman Industries, fondé deux ans plus tôt, s'installe à Régina. Il est spécialisé dans le matériel destiné au travail du sol. En 1974, c'est au tour de Sakundiak Equipment, une entreprise spécialisée dans les élévateurs et silo à grains, de se relocaliser à Régina,. 

## Toponymie et emblèmes

### Toponymie
Pour conjurer la raréfaction des bisons dans les années 1870, les Amérindiens édifient un empilement d'os, sur le site de la future Régina. Ils espèrent favoriser ainsi le retour de l'animal lors de ses migrations saisonnières. L'endroit prend alors le nom Cri d'Oskana Kâ-Asastêki traduit en français par Tas d'Os et en anglais par Pile of Bones ou Pile O'Bone voire Many Bones,,.
Lorsque le site est choisi pour édifier la nouvelle capitale des territoires du Nord-Ouest, le nom Tas d'Os est jugé indigne d'une capitale. La future cité, qui n'est encore qu'un gros campement de tente, est renommée Regina (terme latin pour reine) par la princesse Louise, femme du gouverneur général du Canada, en l'honneur de sa mère, la reine Victoria, alors monarque britannique. Les Réginois surnomment leur ville, la «ville reine de la Prairie» (Queen City en anglais) ou encore le «foyer de la police montée» (Home of the RCMP en anglais) ,,,.
Le nom officiel de la ville est identique en anglais et en français selon la règlementation canadienne. Il correspond au nom utilisé lors de l'incorporation de la ville. L'accentuation aigüe du "e" est toutefois fréquente dans les écrits francophones y compris ceux produits par les organismes publics gouvernementaux. Pour la gentilé, les francisations en Réginois et Réginoises du terme anglais Reginans sont officiellement acceptées,,.
La prononciation française est /ʁe.ʒi.na/ en anglais on rencontre deux formes : /rɪˈdʒaɪnə/ typiquement anglo-saxonne ou /reˈdʒɪ:nə/ plus latinisante.

### Héraldique
Les armoiries actuelles datent de 1992, elles sont alors officialisées par une proclamation signée par le Gouverneur général du Canada , Ramon Hnatyshyn.
| L'écu de Regina se blasonne ainsi : D'azur à une gerbe de blé d'or au chef de bleu céleste chargé d'un bison arrêté d'or. |

Les ornements extérieurs encadrent l'écu. Celui-ci est surmonté d'un tortil or et bleu céleste (évoquant les citoyens réginois) supportant une muraille crénelée bleue céleste (symbole des institutions municipales), elle-même coiffée d'une couronne de saint Édouard (représentant la reine). Deux membres de la Police montée du Nord-Ouest en uniformes rouges et noirs supportent l'écu, chacun d'un côté. Le policier de gauche a une tenue de 1882 tandis que la policière qui lui fait face à droite est en tenue de 1992. Le tout repose sur une terrasse : une prairie verte avec un listel portant la devise latine "Floreat Regina" (signifiant : Que Régina fleurisse).

### Drapeau

Le drapeau de Régina.

Le drapeau de Régina se constitue de deux bandes horizontales de largeurs inégales. La bande supérieure bleue couvre les deux-tiers du drapeau et représente le ciel de la ville. Cette bande présente sur sa droite une couronne de Saint Édouard, blanche. Cet emblème de la monarchie britannique rappelle l'étymologie du nom de la cité ainsi que son surnom de ville reine des Prairies. Enfin, le tiers inférieur est recouvert d'une bande jaune qui symbolise les champs de blé, première richesse de l'arrière-pays,.

## Économie
Chaque année se tient à Régina une foire agricole principalement dédiée au bétail : la Canadian Western Agribition. En 2022, l'évènement accueille plus de 120 000 visiteurs et 2400 têtes de bétail, principalement des bovins pour 344 exposants. Elle se tient sur le parc des expositions : le Real District (ex-place Evraz),,.

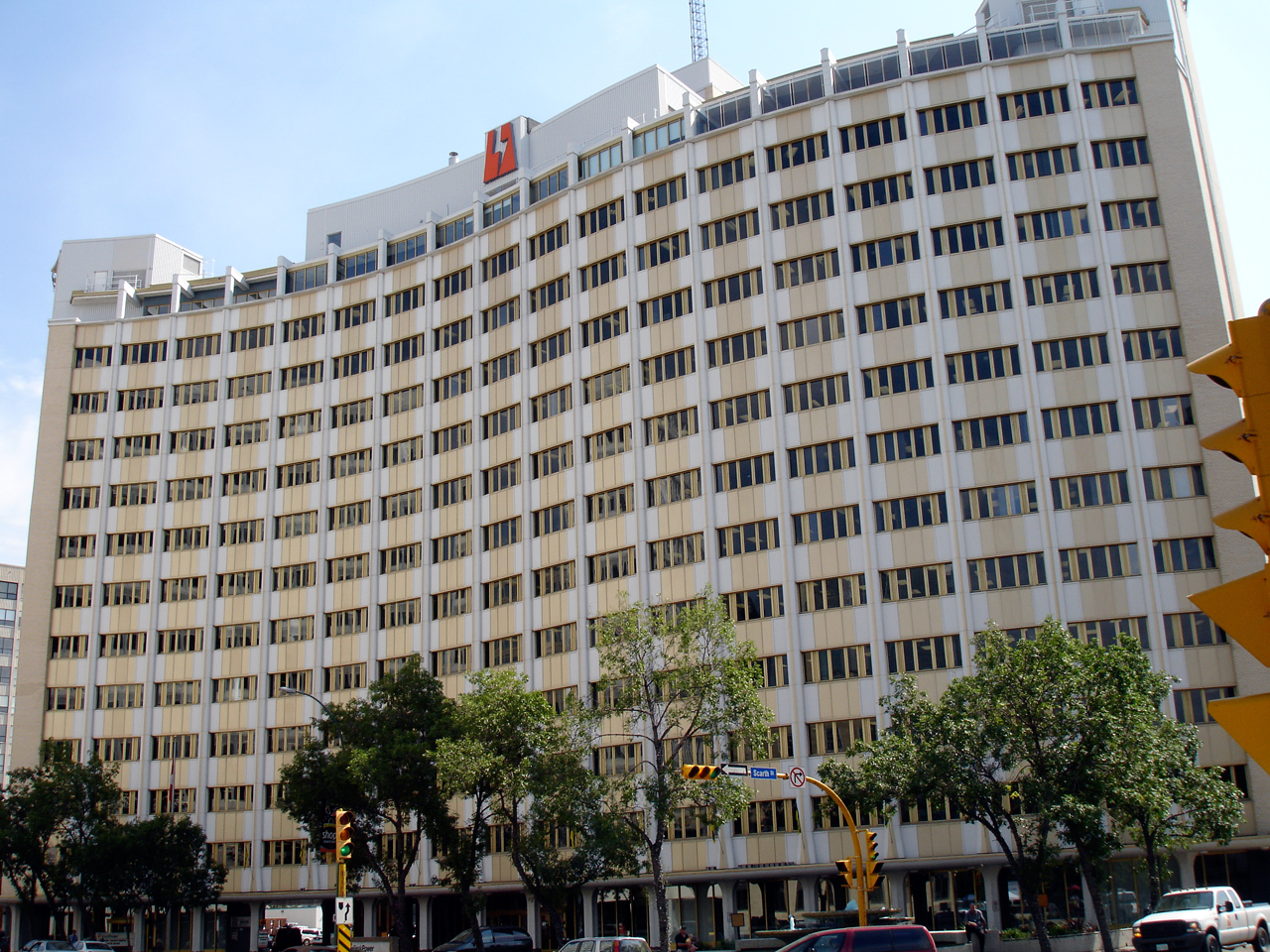
Le siège social de SaskPower, avenue Victoria (2008).

Régina abrite les sièges sociaux ou régionaux de plusieurs entreprises privées importantes. Au coeur d'une région de grandes cultures, elle est le siège social de Viterra, anciennement Saskatchewan Wheat Pool, spécialisée dans le stockage et le négoce des céréales. En 2013, elle est rachetée par le groupe anglo-helvétique Glencore, puis en 2023, par le groupe étasunien Bunge,. Régina est le siège de la branche assurance-vie de l'assureur Co-operators, une compagnie d'assurance canadienne qui conserve son statut coopératif,.
Régina héberge les sièges locaux de deux fabricants de fertilisants. La première, la Mosaic Compagny, une société étasunienne, exploite d'importantes mines de potasse dans la province, dont celle de Belle Plaine proche de Régina. La seconde, Yara, une société norvégienne, exploite une usine d'engrais azoté aussi située à Belle Plaine. Cette unité de production, date de 1992, créée conjointement par Cargill et le gouvernement provincial et revendue à Yara en 2008,,.
Les sociétés de la couronne de la province de la Saskatchewan ont généralement aussi leur siège social dans la capitale. C'est le cas en particulier de SaskTel spécialisée dans la téléphonie, de SakPower qui produit et distribue l'électricité, ou encore de SaskEnergy, distributeur de gaz, mais aussi de la Saskatchevan Governement Insurance (SGI) qui fournit des assurances grand public dans une grande partie du Canada,,,,. Dans le domaine des services informatiques la société ISM issue de la privatisation de SaskCOMP en 1987, rejoint la société étasunienne IBM en 1991. En 2021, IBM se sépare de ses branches dédiées aux services informatiques qui forment la société indépendante Kyndryl dont ISM devient une filiale qui reste basée à Régina,,.
La ville dispose d'industries lourdes. Elle compte une importante aciérie : Ipsco, cette société américano-canadienne est rachetée en 2007 par le sidérurgiste suédois SSAB, puis en 2008, par le russe Evraz. L'aciérie emploie plus de 1000 personnes dans la fabrication d'aciers plats et de tuyaux,. La raffinerie Co-op produit 21 000 m3 (130 000 barils) par jour avec une capacité de stockage qui atteint 890 000 m3 (5,6 millions de barils). Elle dispose d'une unité capable de traiter les pétroles lourds. Elle emploie 900 personnes pour produire essence, fioul, propane, butane, fioul lourd, asphalte, coke de fonderie et du soufre. Cette raffinerie appartient à la Federated co-operatives limited une entreprise de statut coopératif dont le siège est à Saskatoon (Saskatchewan),.

## Transport

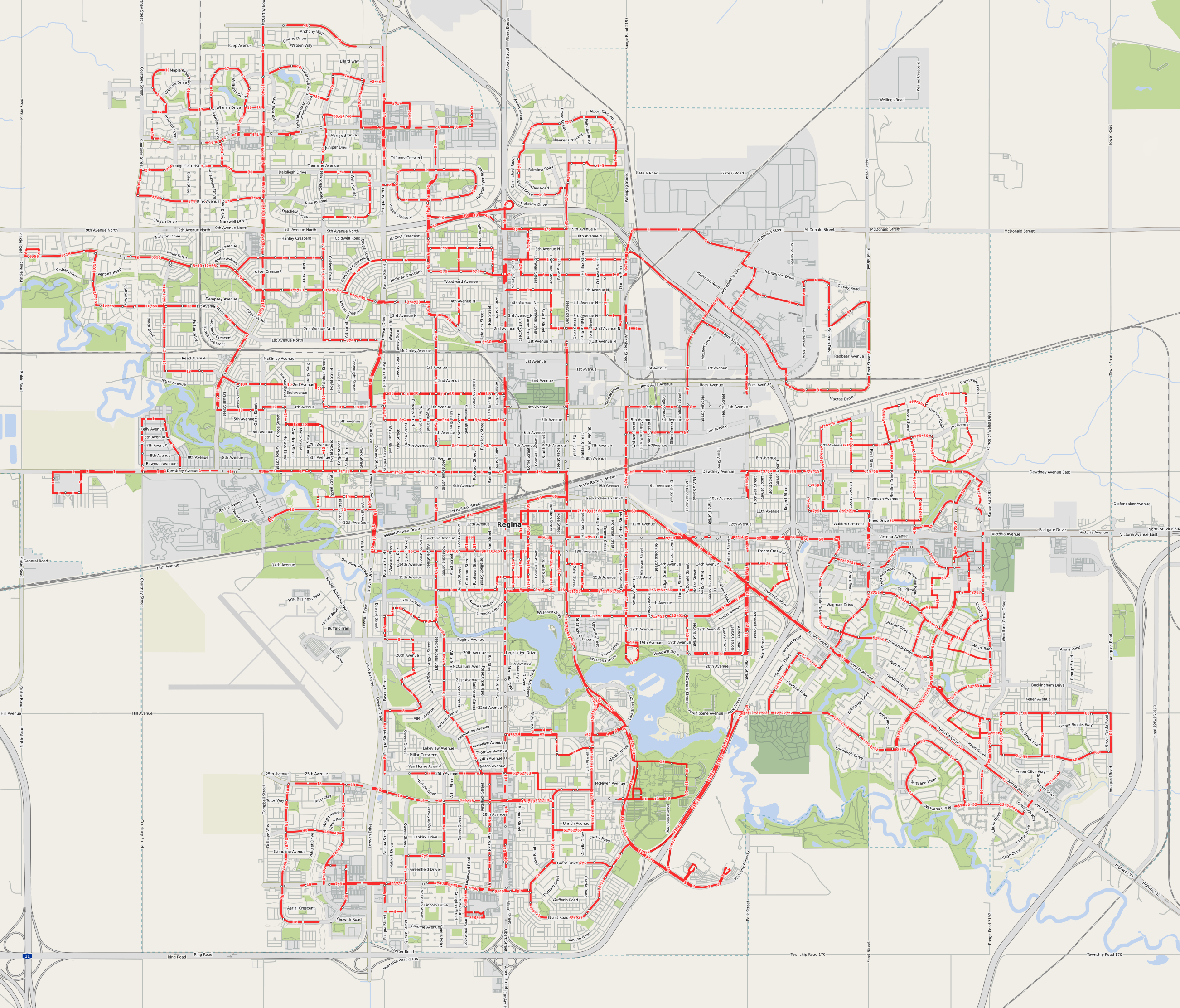
Le réseau municipal de bus (carte OSM 2022).

La ville exploite une flotte d'autobus : Regina Transit comme transport public donnant accès au centre-ville à partir de la plupart des secteurs de la ville,.
Regina est le principal carrefour routier du sud des Prairies du Saskatchewan. S'y croisent :
- la Route Transcanadienne 1 (est-ouest) ;
- la Route 6 (nord-sud) vers la frontière des États-Unis (160 km au sud) ;
- la Route 11 (Nord/Nord-ouest) vers Saskatoon (250 km) ;
- la Route 33 (sud-est) ;
- la Route 48 (nord-est)[3].

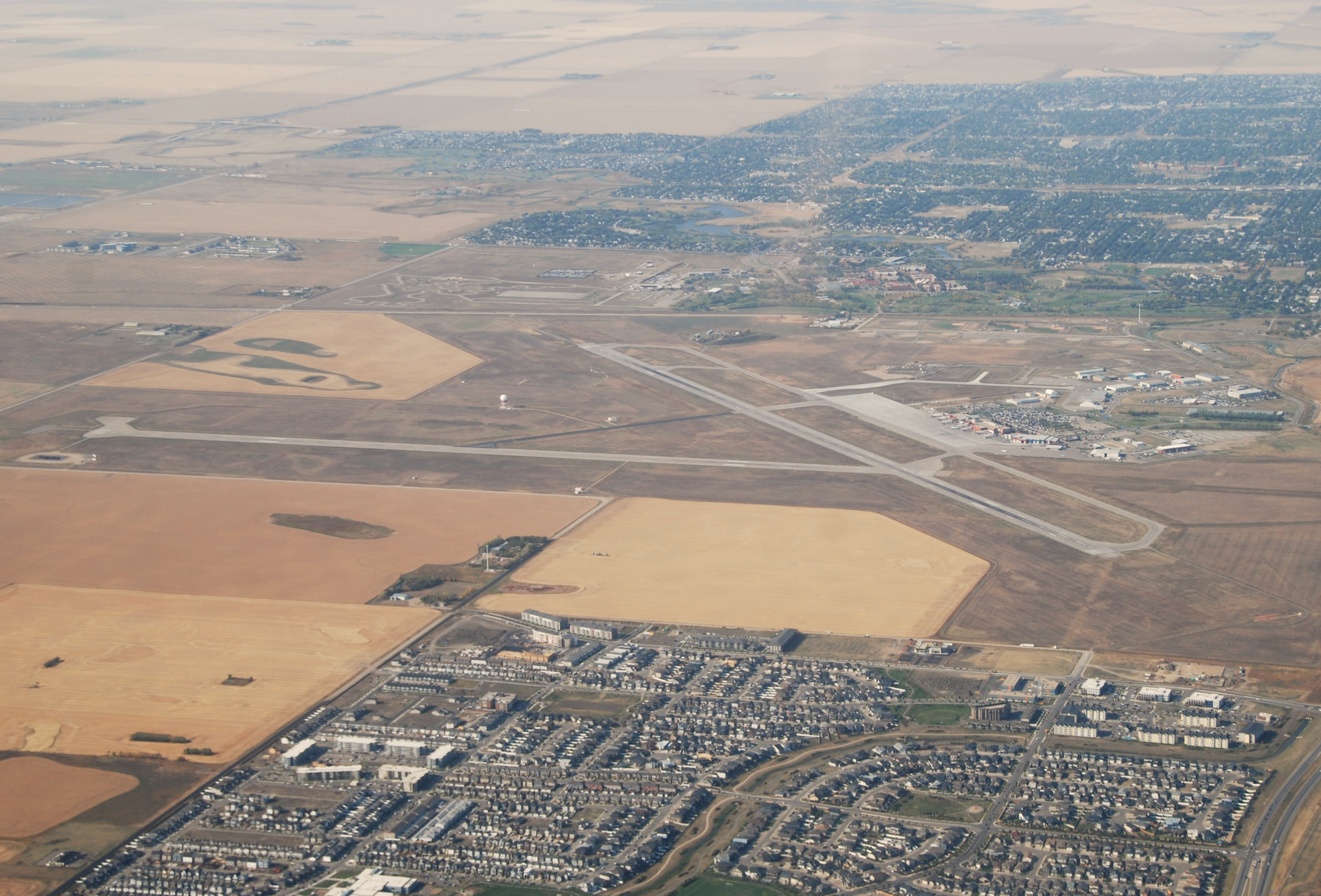
Vue aérienne de l'aéroport de Régina (2018).

L'aéroport international de Regina se situe à l'ouest de la ville. Il dispose d'un terminal de 9 portes à l'étage permettant l'accès aux avions via des passerelles et de quatre portes en rez-de-chaussée. Fin 2022, l'aéroport propose des liaisons passagers régulières vers 5 destinations domestiques : Calgary, Toronto, Edmonton, Vancouver et Winnipeg auxquelles s'ajoute Montréal en été. Ces dessertes se font par les compagnies aériennes Air Canada et WestJet. En hiver, les liaisons saisonnières sont à destination du sud des États-Unis : Las Vegas, Phœnix et Orlando ; du Mexique : Cancun, Mazatlan et Puerto Vallarta ou encore des Caraïbes : Varadero (Cuba) et Punta Cana (Saint-Domingue),.
Régina n'est plus desservie par des lignes ferroviaires pour passagers. La gare est fermée au trafic de passagers depuis 1990,.

## Démographie
Au recensement de 2021, la municipalité de Régina compte 226 404 habitants pour une superficie de 178,81 km2 soit une densité de 1 266 hab./km2. L'agglomération, entièrement incluse dans les limites municipales, comprend à la même date 224 996 habitants, pour une superficie de 105,65 km2, soit une densité de 2 130,4 hab./km2. Enfin la région métropolitaine a 249 217 habitants pour 4 323,66 km2, soit une densité de 57,6 hab./km2. Ces chiffres placent Régina comme deuxième ville de la province de la Saskatchewan derrière Saskatoon,,,.
Selon le recensement de 2021 effectué par Statistique Canada : 
- âge médian : 37,6 ans ;
- nombre de résidences privées : 92 130 ;
- taille des ménages : 2,4 personnes ;
- état matrimonial (population de plus de 15 ans) : 85 680 mariés, 16 805 en union-libre, 81 260 célibataires ;
- familles : 61 005 dont 49 900 avec couple et 11 105 monoparentales, comprenant en moyenne 2,4 personnes et 1,8 enfants ;
- Revenu médian par ménage : 111 000 CAD (2006)[91].

| 1901  | 1906  | 1911   | 1916   | 1921   | 1926   | 1931   |
| ----- | ----- | ------ | ------ | ------ | ------ | ------ |
| 2 249 | 6 169 | 30 213 | 26 127 | 34 432 | 37 329 | 53 209 |

| 1941   | 1951   | 1961    | 1971    | 1981    | 1991    | 1996    |
| ------ | ------ | ------- | ------- | ------- | ------- | ------- |
| 58 249 | 71 319 | 112 141 | 139 469 | 162 613 | 179 183 | 180 400 |

| 2001    | 2006    | 2011    | 2016    | 2021    | - | - |
| ------- | ------- | ------- | ------- | ------- | - | - |
| 178 225 | 179 246 | 193 150 | 215 106 | 226 404 | - | - |

## Politique et administration

### Élections municipales
Tous les 4 ans, ont lieu les élections municipales destinées à choisir un maire et ses 10 conseillers. Tandis que le ressort électoral pour l'élection du maire est la municipalité, l'élection des conseillers se fait sur chacun des 10 arrondissements qui subdivisent la ville. Après trois élections, les limites de ces arrondissements sont revues, de même si un des arrondissements a une population supérieures ou inférieure de 10% par rapport à la moyenne. La mandature actuelle du conseil court de 2024 à 2028 avec Chad Bachynski comme maire. Les élections des conseils scolaires se déroulent sur le même calendrier que les élections municipales.
| Candidat        | Suffrages | Pourcentage | Qualité                                           |
| --------------- | --------- | ----------- | ------------------------------------------------- |
| Sandra Masters  | 19 222    | 46,23%      | Responsable du crédit chez Richardson Agriculture |
| Michael Fougere | 14 663    | 35,74%      | Maire sortant                                     |
| Jerry Flegel    | 3 242     | 7,9%        | Agent immobilier                                  |

| 1970-1973    | 1973-1979   | 1979-1988       | 1988 (intérim)  | 1988-2000   | 2000-2012  | 2012-2020       | 2020-2024      | 2024-2028      |
| ------------ | ----------- | --------------- | --------------- | ----------- | ---------- | --------------- | -------------- | -------------- |
| Harry Walker | Henry Baker | Larry Schneider | Doreen Hamilton | Doug Archer | Pat Fiacco | Mickael Fougere | Sandra Masters | Chad Bachynski |

### Élections législatives
Régina est divisée en 12 circonscriptions législatives provinciales qui envoient chacune un député à l'assemblée législative provinciale :
- Regina Rochdale ;
- Regina Walsh Acres ;
- Regina Rosemont ;
- Regina Pasqua ;
- Regina Coronation Park ;
- Regina Elphinstone-Centre ;
- Regina Lakeview ;
- Regina Douglas Park ;
- Regina Northeast ;
- Regina Gardiner Park ;
- Regina University ;

Circonscriptions législatives provinciales de Régina de 2012 (en rouge, Regina Rochdale).

- Regina Wascana Plains, qui s'étend largement au delà des limites municipales à l'est jusqu'à la ville de White City[100],[101].

Aux dernières élections législatives fédérales, en 2021, Régina est comprise dans trois circonscriptions électorales :
- Regina-Lewvvan sur l'ouest de la ville ;
- Regina-Wascana sur le sud-est ;
- Regina-Qu'Appelle qui s'étend sur le nord-est de la ville mais aussi sur les campagnes jusqu'à Wolseley au sud-est et Wynyard au Nord.

Les limites de ces circonscriptions sont révisées en 2023 à la suite des résultats du recensement de la population de 2021,.

### Eau potable
Régina subit un climat sec et n'est traversée que par un maigre cours d'eau : la rivière Wascana. L'eau potable provient, depuis 1955, du lac Buffalo Pound, dans la haute vallée de la Qu'Appelle, à 57 km à l'ouest de Régina. La dérivation d'une partie des eaux de la Saskatchewan-Sud à partir du lac de retenue Diefenbaker soutient l'alimentation de la rivière Qu'Appelle en amont du lac Buffalo Pound. Après traitement à l'usine de potabilisation l'eau est acheminée à Régina, Moose Jaw et les régions avoisinantes. Depuis 1991, un programme d'économie de l'eau encourage les Réginois à limiter leur consommation. Ce programme a permis une diminution de la consommation de la ville en dépit de l'augmentation de sa population. La consommation est passée de 39 milliards de litres en 1988 à 28,5 milliards en 2007. Une deuxième aqueduc, mis en service en 2005, sécurise l'approvisionnement en cas d'incident sur l'ancienne conduite. La modernisation de l'usine de potabilisation en cours doit s'achever en 2025,.

## Éducation

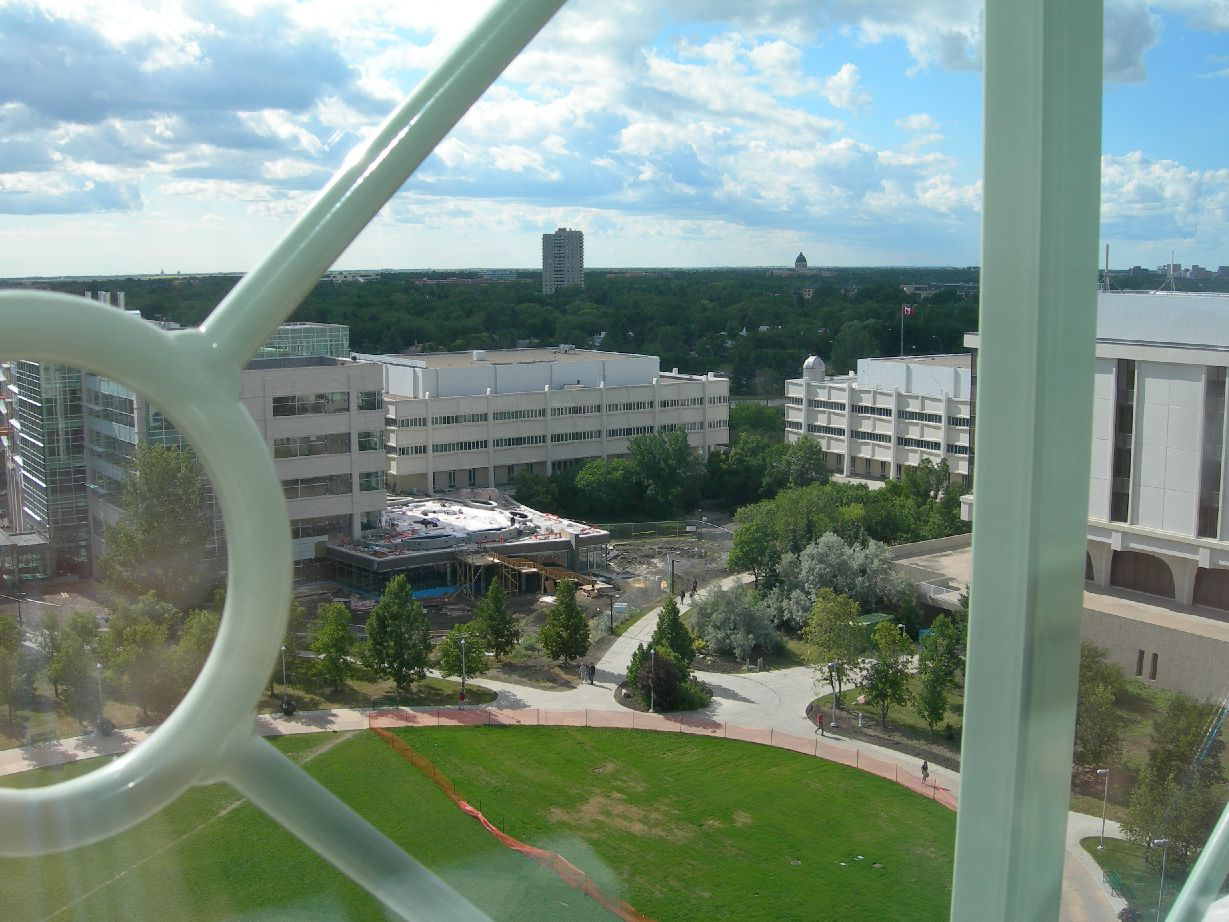
L'université, vue depuis la tour Wakpa (2007).

L'école Mgr de Laval, partie du conseil des écoles fransaskoises, accueille quelque 300 élèves de la première à la 12e année qui reçoivent un enseignement totalement francophone. Le Conseil des Écoles publiques exploite plus de cinquante écoles élémentaires et neuf écoles secondaires. Le Conseil des Écoles séparées (catholique) offre plus de vingt écoles élémentaires et cinq écoles secondaires.
L'Université de Regina, au sud-est de la ville, compte plus de 16 300 étudiants inscrits pour l’année scolaire 2023-2024. Environ 1 100 résident sur le campus. L'université propose des cursus variés, en sciences, ingénierie, sciences humaines, langues ou économie,.
L'Université des Premières Nations du Canada accueille de l'ordre d'un millier d'étudiants. Les programmes développés portent sur les besoins spécifiques des communautés autochtones : langues indigènes, arts, santé, éducation, travail social, connaissances traditionnelles, administration publique et des entreprises.

## Culture

### Bibliothèques et musées

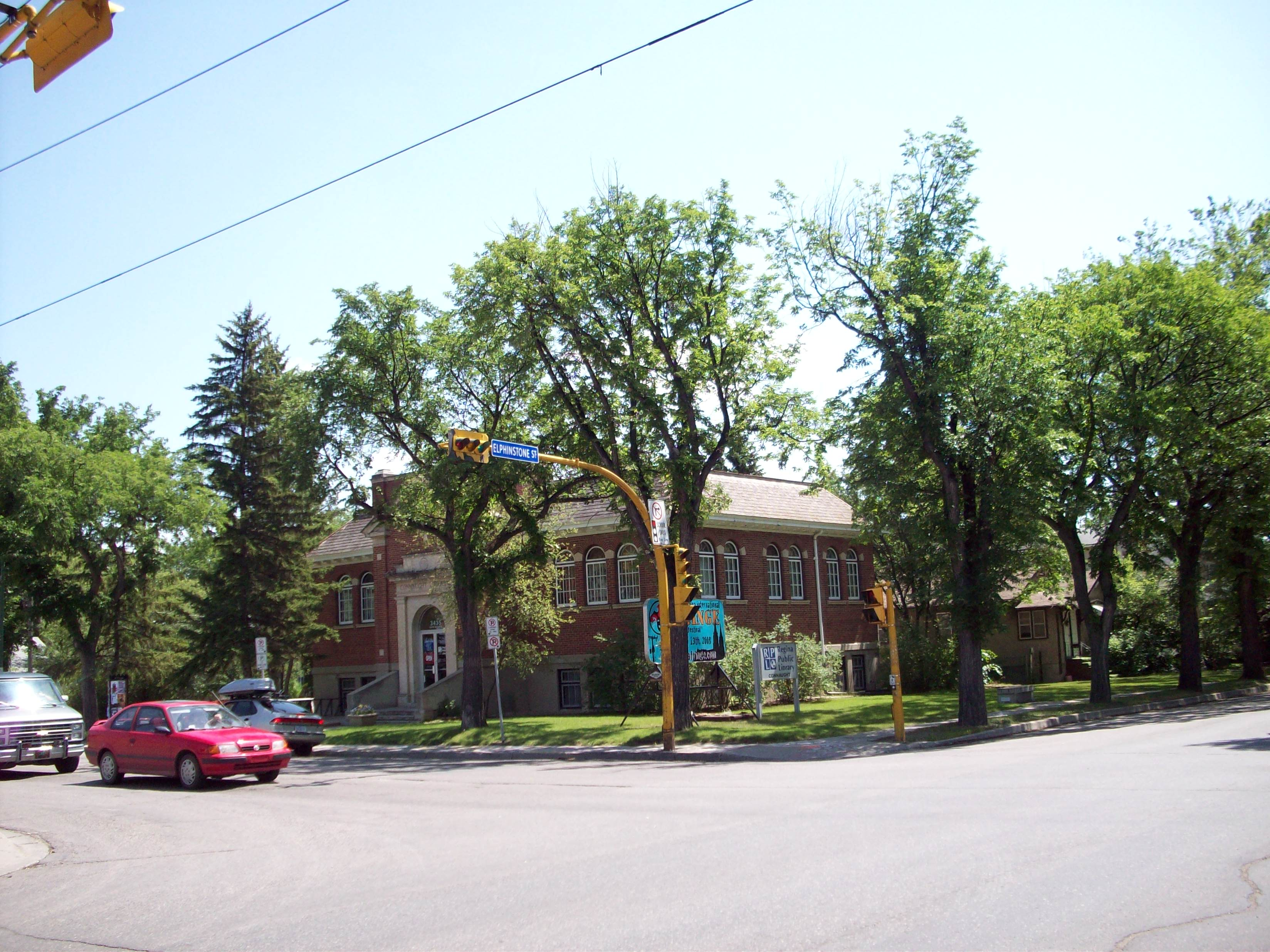
La bibliothèque Connaught dans le quartier de la Cathédrale (2008).

Régina possède un réseau de bibliothèques municipales : la Regina Public Library, présente sur 9 sites à travers la ville avec sa bibliothèque centrale située dans la basse-ville. Elle revendique plus de 100 000 abonnés actifs au cours des trois dernières années soit 45% des résidents de la ville et 1,2 million de visites en 2022 dont 370 000 pour la seule bibliothèque centrale,. À cela on peut ajouter les bibliothèques universitaires : Archer Library, Luther Library, Campion Library et First Nations University Library.
La ville compte plusieurs musées :
- la Galerie d'art MacKenzie (en) ;
- Le Centre du patrimoine de la GRC (en), dédié à la police montée canadienne;
- le Musée des Plaines de Regina ;
- le Musée royal de la Saskatchewan, avec d'importantes collections paléontologiques ;
- le Centre de Science de Saskatchewan, inclut un cinéma IMAX ;
- le Temple de la Renommée Sportive de Saskatchewan.

### Festivals et évènements
- le Regina folk Festival, festival musical ;
- les Buffalo Days, festival musical ;
- le festival Mosaic célèbre le folklore des communautés qui ont constitué la ville à travers la musique, la dance, le costume ou encore la cuisine ;
- Bazaart, autour des arts visuels, est organisé par la galerie d'art MacKenzie
- le procès de Louis Riel, reconstitutions du procès de 1885, se rejoue chaque été.

### Bâtiments historiques

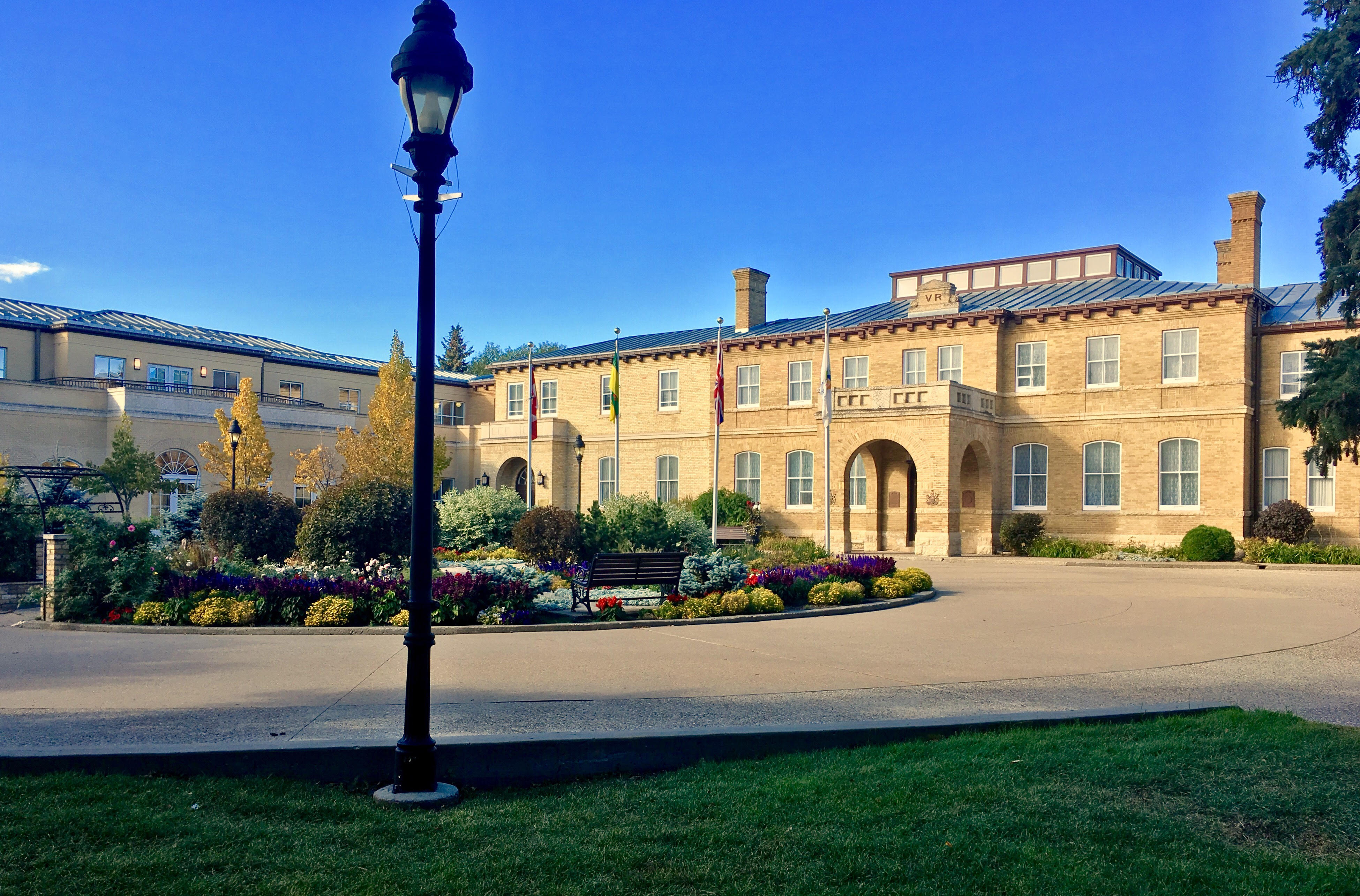
L'Hôtel du Gouverneur, avenue Dewdney (2017).

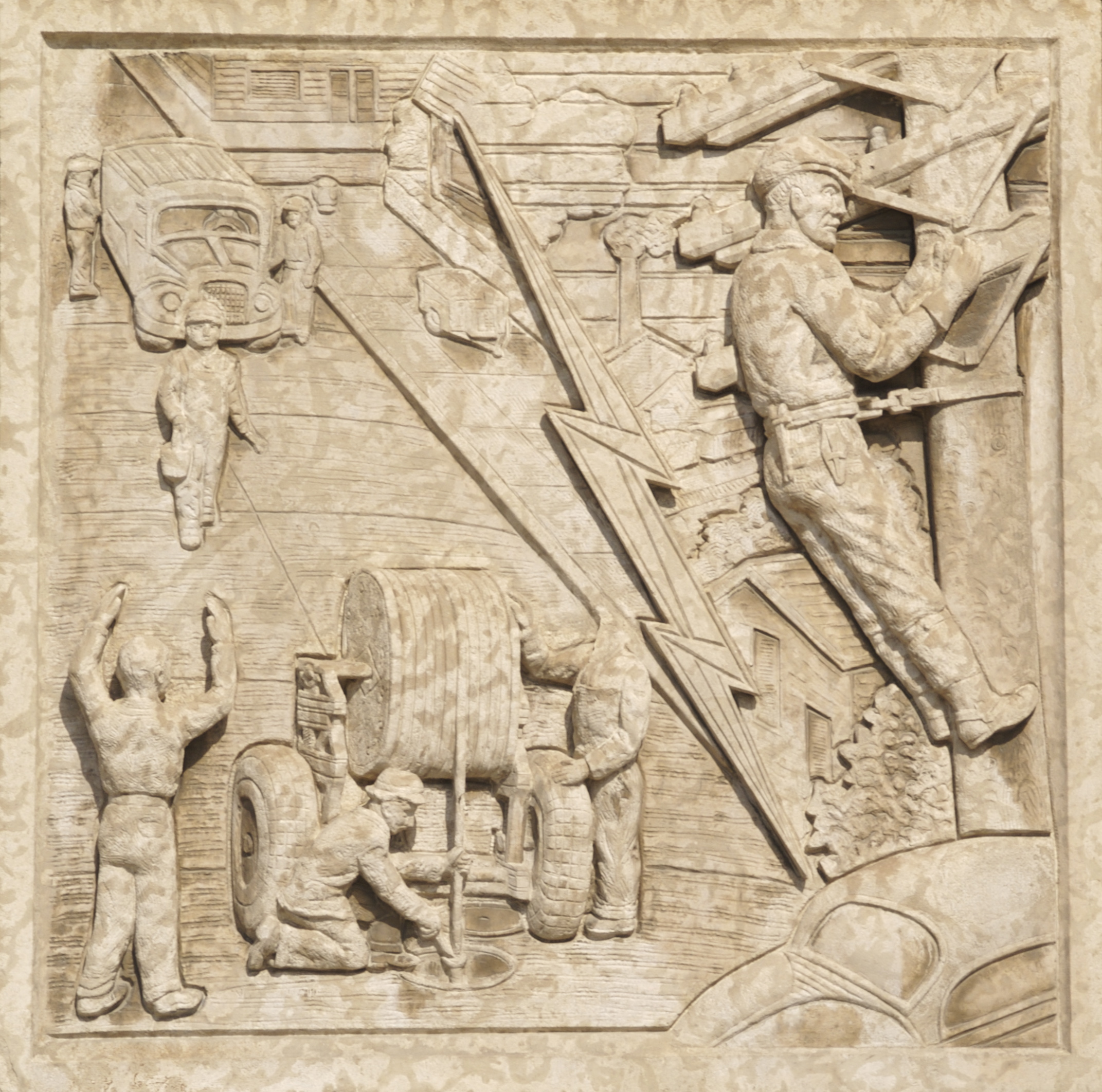
Les installateurs de lignes téléphoniques, détail de l'édifice des Saskatchewan Governement Telephones (2007).

- L'Hôtel du gouverneur, situé sur l'avenue Dewdney à proximité de la rivière Wascana, est construit entre 1889 et 1891. Il sert de résidence aux lieutenants-gouverneurs du territoire du Nord-Ouest entre 1891 et 1905 puis jusqu'en 1945 pour ceux de la province de la Saskatchewan. Le manoir en brique, à un étage et avec une toiture faiblement inclinée, évoque une villa italienne. Il se distingue d'une part par un porche cocher supportant une terrasse et d'autre part par un vaste lanternon en toiture qui éclaire le vestibule[112].
- Le parlement, sur la rive sud du lac Wascana est édifié entre 1908 et 1912 dans un style néoclassique[113].
- L'ancienne gare de chemin de fer : Union Station, date de 1911. Elle doit son nom au fait d'être commune à deux compagnies : le Canadien Pacifique et à la CNoR (future Candien National). La façade du corps principal ainsi que l'aile des bagages sont refaites en 1930 et 1931 dans le style Art Déco. Elle abrite actuellement le Casino Regina (en)[114].
- L'édifice des Saskatchewan Governement Telephones de 1924 adopte un style classique dépouillé. Il héberge le siège de la société de la couronne provinciale de téléphone jusqu'en 1965[115].
- L'édifice du Saskatchewan Revenue est construit en 1914. Il reste jusqu'en 1926 le siège de la Saskatchewan Co-operative Elevator Company date à laquelle la coopérative est rachetée par la Saskatchewan Wheat Pool. Il est marqué par le style de l'école de Chicago[116].
- Le magasin Sherwood Departement bâti en 1913, sur la rue Albert, reste le plus ancien édifice commercial de la ville. Il est racheté en 1925 par la coopérative agricole Saskatchewan Wheat Pool. Le style est influencé par l'école de Chicago[117].
- La cathédrale catholique du Saint Rosaire, sur la 13e avenue, dans le quartier homonyme de la cathédrale est édifiée entre 1912 et 1917 en style néo-roman.
- Le collège Saint Chad's, sur l'avenue College, de style néogothique, date de 1913/1914. Il servit de séminaire anglican puis d'école pour fille[118].

## Sports
Les équipes réginoises sont l'équipe de hockey sur glace des Pats de la Ligue de hockey de l'Ouest, les Cougars et les Rams de l'Université de Regina ainsi que les Roughriders de la Saskatchewan de la Ligue canadienne de football. Les Roughriders jouent au stade Mosaic. L'entraîneur de l'équipe est Chris Jones. Les Roughriders ont été les champions de la LCF en 1966, 1989, 2007 et 2013.

## Centre Wascana

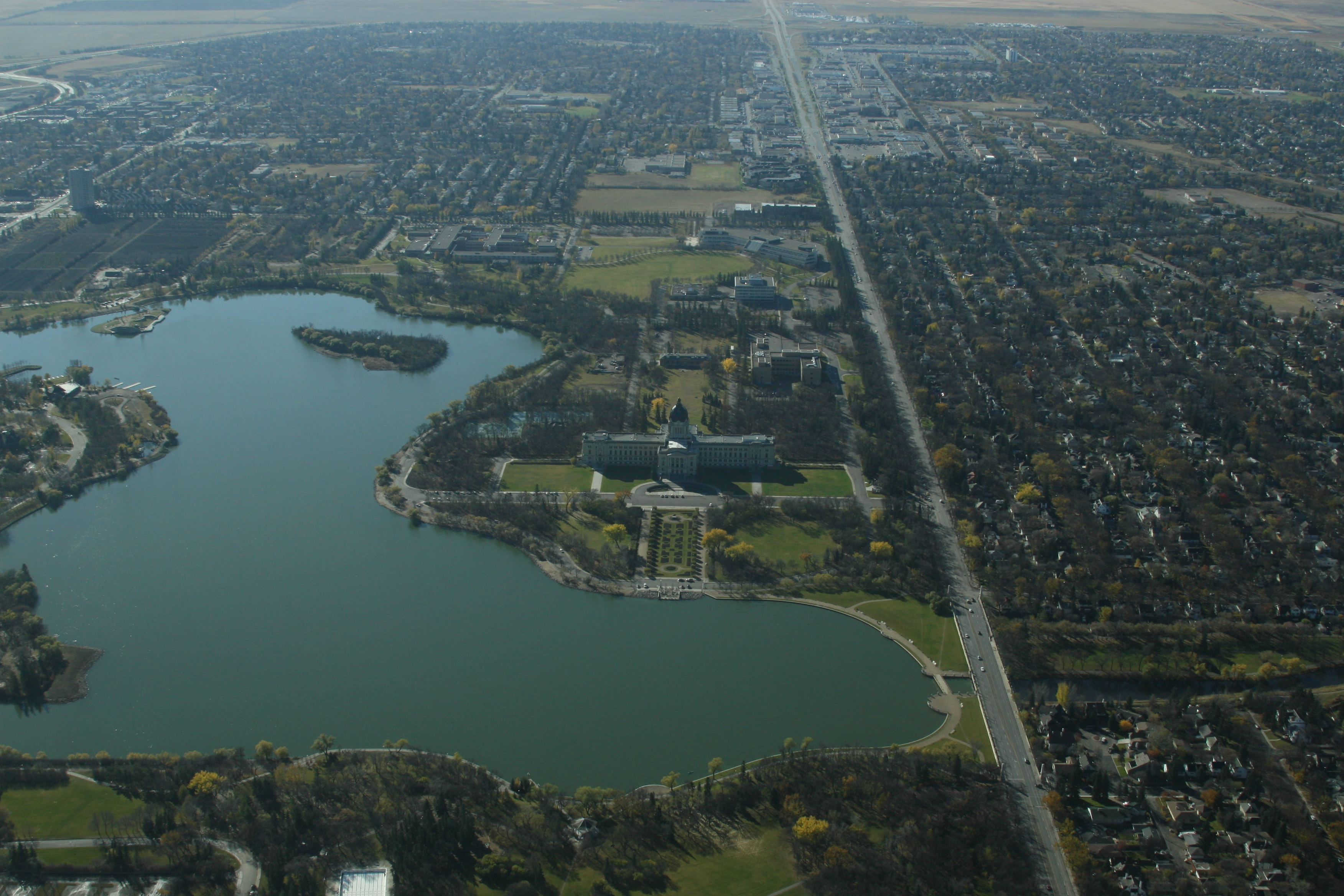
Le lac Wascana et le parlement de la Saskatchewan (2007).

Le Centre Wascana (WC) est un vaste espace paysagé de 930 hectares centré sur le lac Wascana géré par la Wascana Centre Autority (Autorité du Centre Wascana) depuis 1962. Le lac de retenue s'étend sur 150 hectares. Le WC est un des plus grands parcs urbains de l'Amérique du Nord. Il inclut le Waterfowl Park, un parc qui fournit un refuge pour les oies et les autres oiseaux qui ne migrent pas vers le sud en hiver. Le coin des orateurs sur la rive nord du lac Wascana présente des lampes à gaz de Londres et des bouleaux issus du Runnymede Meadow où le roi Jean sans Terre a signé la Magna Carta en 1215. Outre ses espaces récréatifs et de préservations des milieux naturels, le Centre Wascana comprend le parlement de la Saskatchewan et ses jardins ; des institutions culturelles comme le musée royal de la Saskatchewan, Radio-Canada ou la galerie d'art MacKenzie ; des institutions éducatives telles l'Université de Régina ou l'Université des Premières Nations du Canada,.
Pendant l’automne et l'hiver 2003-2004, le lac Wascana est vidangé et curé pour augmenter sa profondeur jusqu'à environ cinq mètres, principalement pour diminuer le développement de la végétation aquatique. Le projet est terminé au milieu du mois de mars 2004, juste avant la fonte des neiges du printemps .

## Médias locaux

### Médias francophones
- 88,9 MHz CKSB-FM-1 - ICI Musique ;
- 97,7 MHz CBKF-FM  - ICI Première : généraliste, actualité locale ;
- canal 13 CBKFT-DT - ICI Télé : généraliste, actualité locale ;
- L'Eau vive, bimensuel fransaskois[121],[122].

### Médias anglophones

#### Radio
- 540 kHz AM CBK - CBC Radio One : généraliste ;
- 620 kHz AM CKRM - The voice of Saskatchewan : musique country, sport, agriculture, actualité ;
- 980 kHz AM CJME : actualité, débats, sport ;
- 91,3 MHz CJTR-FM : locale ;
- 92,1 MHz CHMX-FM - Play 92.1 : musique du top 40 ;
- 94,5 MHz CKCK-FM - 94.5 Jack FM : musique rock, pop et r&b ;
- 96,9 MHz CBK-FM - CBC Radio Two : musique classique, jazz et contemporaine ;
- 98,9 MHz CIZL-FM - Z99 : musique du top 40 ;
- 102,5 MHz CBKR-FM - CBC Radio One : diffusion en simultané de CBK en 540 kHz AM ;
- 104,9 MHz CFWF-FM 104.9 - The Wolf : musique rock.

#### Télévision

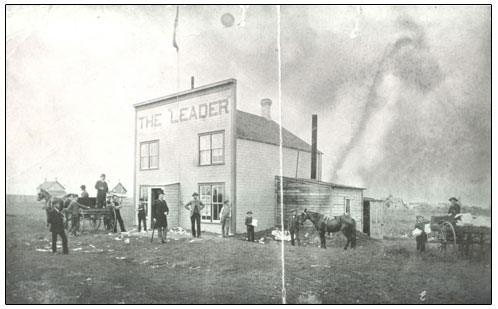
L'immeuble primitif du Leader Post (fin XIX^{e}).

- canal 2 CKCK-DT -  CTV News Regina : actualité locale, nationale et internationale ;
- canal 9 CBKT-DT -  CBC Saskatchewan : actualité locale, programmation nationale ;
- canal 11 CFRE-DT - Global Regina.

#### Presse
- The Leader-Post, quotidien ;
- Regina Sun Weekly, hebdomadaire gratuit ;
- Prairie Dog Weekly, hebdomadaire gratuit ;
- Border Town News, hebdomadaire gratuit.

## Personnalités célèbres

### Artistes

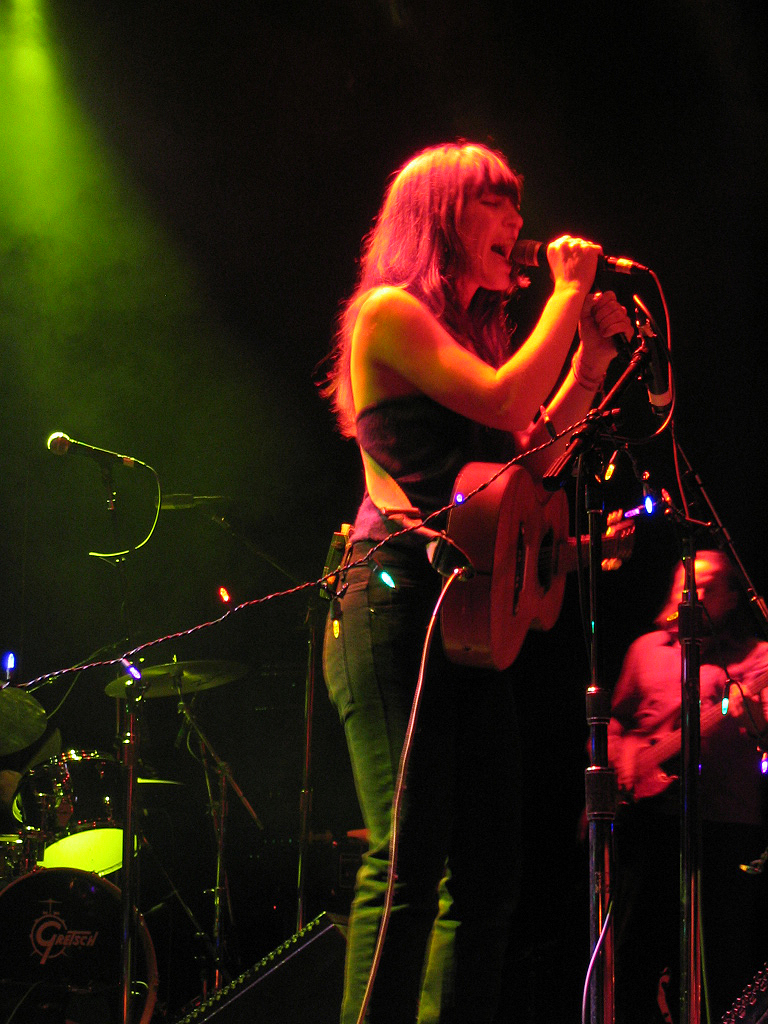
Leslie Feist (2006).

- Lori Blondeau (1964-) : autochtone, photographe, autrice-actrice de performances et d'installations, née à Régina ;
- Robert Boyer (1948-2004) : métis, peintre, a étudié et enseigné à Régina[123] ;
- Charlie David (1980-) : acteur, né à Régina ;
- The Dead South (2012-) : groupe musical bluegrass, formé à Régina ;
- Shirley Douglas (1934-2020) : actrice, a étudié à Régina ;
- Joseph Fafard (1942-2019) : sculpteur, a enseigné à l'université à Régina[124],[125];
- Leslie Feist (1976-) : auteure-compositrice-interprète, a grandi à Régina ;
- Library Voices (2008-) : groupe de musique rock, formé à Régina[126] ;
- Colin James (1964-) : musicien de blues-rock, né à Régina ;
- Daniel Maslany (1988-) : acteur, né à Régina ;
- Tatiana Maslany (1985-) : actrice, née à Régina ;
- Leslie Nielsen (1926-2010) : acteur, né à Régina ;
- Rah Rah (2006-2019) : groupe musical rock, formé à Régina[127],[128] ;
- The Regina Five (1961-1964) : groupe de peintres, formé à Régina[129] ;
- Jack Semple (1957-) : chanteur et guitariste de blues, basé à Régina[130] ;
- John Vernon (1932-2005) : acteur, a étudié à Régina ;
- Steven Yeun (1983-) : acteur, a grandi à Régina.

### Sportifs

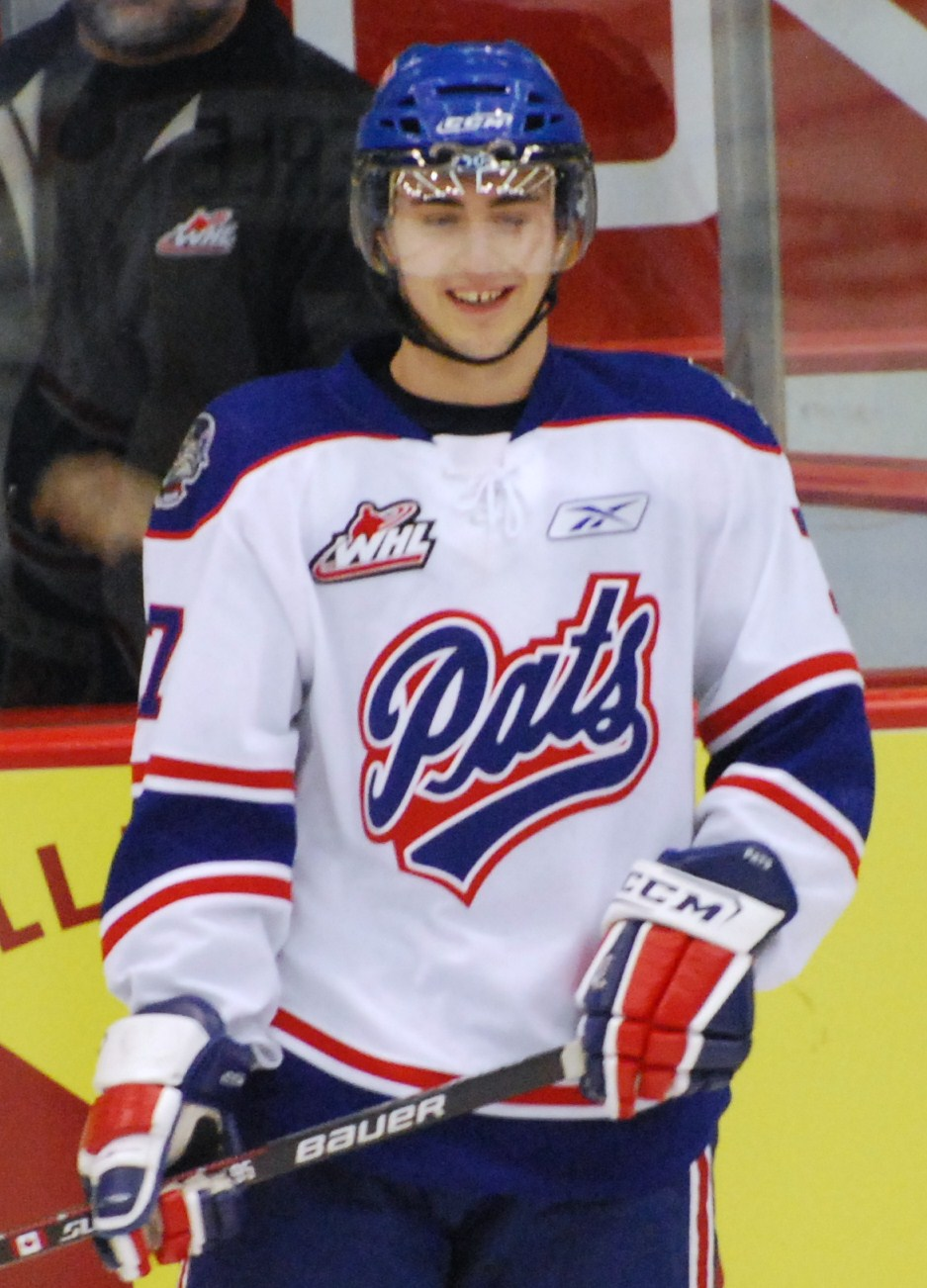
Jordan Eberle (2010).

- Mary "Bonnie" Baker (1919-2003) : baseballeuse, née à Régina[131] ;
- Brendan Bernakevitch (1982-) : hockeyeur sur glace, né à Régina ;
- Tyler Bozak (1986-) : hockeyeur sur glace, né à Régina ;
- Jordan Eberle (1990-) : hockeyeur sur glace, né à Régina, ex-joueur des Pats de Régina ;
- Ryan Getzlaf (1985-) : hockeyeur sur glace, né à Régina ;
- Josh Harding (1984-) : hockeyeur sur glace, né à Régina, ex-joueur des Pats de Régina ;
- Daisy Junor (1919-2012) : baseballeuse, née et morte à Régina ;
- David Kaczowka (1981-) : hockeyeur sur glace, né à Régina, ex-joueur des Pats de Régina ;
- Chris Kunitz (1979-) : hockeyeur sur glace, né à Régina ;
- Mark McMorris (1993-) : snowboardeur, né à Régina ;
- Doug Wickenheiser (1961-1999) : hockeyeur sur glace, né à Régina, ex-joueur des Pats de Régina.

### Militaires
- Bill Millin (1922-2010) : joueur de cornemuse de l'armée britannique, né à Régina ;
- Lief Newry Fitzroy Crozier (1846-1901) : officier de la police montée du Nord-Ouest à Régina.

## Archevêché
- Archidiocèse de Regina
- Cathédrale du Saint-Rosaire de Regina